# نام میونگ ریول
نام میونگ ریول (انگلیسی: Nam Myeong-ryeol؛ زادهٔ ۱۴ مهٔ ۱۹۵۹) بازیگر اهل کره جنوبی است. وی از سال ۱۹۷۸ میلادی تاکنون مشغول فعالیت بوده‌است.
از فیلم‌ها یا برنامه‌های تلویزیونی که وی در آن نقش داشته‌است می‌توان به میسنگ: زندگی ناتمام و قشر مرفه اشاره کرد.